# ピアノソナタ (バーバー)
サミュエル・バーバーの《ピアノ・ソナタ 変ホ短調》作品26は、1948年にアメリカ作曲家連盟の創立25周年記念して作曲された。バーバー的なロマンチシズムも持ちながらも、かなり厳格な書法や古典的で論理的な構造性を持つ作品である。
- 初演: 1950年1月　（ヴラジーミル・ホロヴィッツのピアノ）

## 構成
以下の4つの楽章からなり、全曲の演奏に大凡18分程度を要する。
1. アレグロ・エネルジコ （ソナタ形式）
2. アレグロ・ヴィヴァーチェ・エ・レッジェロ
3. アダージョ・メスト (三部形式)
4. フーガ:アレグロ・コン・スピーリト - 4声のフーガ。クライマックスではソステヌートペダルが使用され、華麗な演奏効果を挙げる。